# Galvanic Fluid; or, More Fun with Liquid Electricity
Galvanic Fluid; or, More Fun with Liquid Electricity è un cortometraggio muto del 1908, diretto da J. Stuart Blackton.

## Trama
Trama di Moving Picture World synopsis in (EN)  su IMDb

## Produzione
Il film fu prodotto dalla Vitagraph Company of America.

## Distribuzione
Distribuito dalla Vitagraph Company of America, il film - un cortometraggio di 152 metri - uscì nelle sale cinematografiche statunitensi l'8 febbraio 1908.
Nelle proiezioni, veniva programmato con il sistema dello split reel, accorpato in un'unica bobina con un altro cortometraggio prodotto dalla Vitagraph, Francesca di Rimini; or, The Two Brothers.